# DAMPE
DAMPE (DArk Matter Particle Explorer oder Wukong) ist ein chinesischer Forschungssatellit für Astrophysik. Er war einer der vier Satellitenmissionen in der ersten Förderrunde des Weltraumwissenschaftlichen Prioritätsprogramms der Chinesischen Akademie der Wissenschaften (CAS).

## Mission
Er wurde am 17. Dezember 2015 um 0:12 UTC mit einer CZ-2D-Trägerrakete vom Kosmodrom Jiuquan in eine sonnensynchrone Umlaufbahn gebracht.
Der dreiachsenstabilisierte Satellit ist mit Messgeräten für energiereiche Elektronen, Gammastrahlung und die Teilchen der kosmischen Strahlung ausgerüstet und soll so dazu beitragen, der Natur der Dunklen Materie auf die Spur zu kommen. Für Elektronen und Photonen liegt der Erfassungsbereich zwischen 5 GeV und 10 TeV, die Messgenauigkeit bei 800 GeV beträgt ein Prozent. Kosmische Strahlung kann im Bereich von 100 GeV bis 100 TeV registriert werden. Dabei ermittelt der Satellit die Richtungen, aus denen die Partikel die Erde erreichen, bis auf etwa ein zehntel Grad genau. Der Satellit wurde gemeinsam von Forschungseinrichtungen in China, Italien und der Schweiz entwickelt und gebaut. Unter anderem war die Abteilung für Kernphysik und Partikel der Universität Genf am Bau der Hauptdetektoren beteiligt. DAMPE besaß ursprünglich eine geplante Lebensdauer von drei Jahren, arbeitete aber im März 2023 immer noch einwandfrei.
Er trägt den Namen Wukong (chin.: 悟空) nach dem Affenkönig, dem Helden der klassischen chinesischen Geschichte Die Reise nach Westen. Wörtlich bedeutet „Wu“ (悟) Verständnis und „Kong“ (空) Leere, wodurch sein Name auch als „Verständnis der Leere“ gelesen werden kann.

## Instrumente
DAMPE trägt vier aufeinander gestapelte Messsysteme. Dazu gehören zwei Lagen (für die x- und y-Richtung) eines Kunststoff-Szintillatorstreifen-Detektors (PSD), die als Antikoinzidenz-Detektor dienen. Die Streifen sind jeweils 1 cm dick, 2,8 cm breit und 82 cm lang, wobei so viele Streifen aneinander gelegt sind, das sie insgesamt eine Fläche von 82 × 82 cm bedecken. Danach folgt ein Silizium-Wolfram-Tracker-Wandler (STK), der aus sechs Doppelschichten besteht. Jede besteht aus zwei Schichten von einseitigen Sensoren ( single-sided AC-coupled silicon micro-strip detector) die die beiden jeweils orthogonalen Richtungen senkrecht zur Ausrichtung des Messgerätes aufnehmen. Insgesamt besteht STK aus 768 solcher Sensoren, welche jeweils 9,5 × 9,5 cm groß sind und wiederum aus in jeweils 768 Streifen bestehen. Drei Schichten von Wolframplatten mit einer Dicke von 1 mm sind vor die Trackingschicht 2, 3 und 4 für eine Photonenumwandlung eingefügt. STK erreicht so eine Winkelauslösung von 0,2° bei 10 GeV. Auf das STK folgt ein bildgebendes Kalorimeter mit einer Dicke von etwa 31 Strahlungslängen, das aus 14 Lagen Wismutgermaniumoxid-Balken mit einer Größe von 2,5 × 2,5 × 60 cm in einer hodoskopischen Anordnung besteht. Das Instrument erreicht eine Auflösung bei der Energie von 1,5 % oberhalb von 100 GeV. Die Auswertung erfolgt mit Photonenvervielfachern an beiden Enden der Balken. Eine Schicht von Neutronendetektoren ist am Boden des Kalorimeters eingefügt. Die Gesamtdicke des Wismutgermaniumoxid Kalorimeters (BGO) und dem STK entsprechen etwa 33 Strahlungslängen. Am Ende folgt ein Neutronendetektor (NUD), der die verzögerten Neutronen aus dem Hadronen-Teilchenschauer messen soll und helfen soll die Elektronen-/Protonen-Trennleistung zu verbessern. Der Neutronendetektor besteht aus 16, jeweils 1 cm dicken und mit Bor dotierten Plastikszintillatorplatten von 19,5 × 19,5 cm Größe die jeweils von einem Photomultiplier ausgelesen werden.
Die über zwei Solarzellenflügel mit 850 W versorgten Instrumente liefern 12 GB Daten pro Tag und wiegen insgesamt 1480 kg. Dies stellt einen außergewöhnlich hohen Anteil am Gesamtgewicht des Satelliten von 1900 kg dar; üblicherweise beträgt das Nutzlastgewicht 30 % des Gesamtgewichts eines Satelliten. Da die Instrumente vorgegeben waren, mussten die Ingenieure am Shanghaier Ingenieurbüro für Mikrosatelliten unter der Leitung von Zhu Zhencai (朱振才, * 1963) das Gewicht des Satellitenbusses reduzieren, um die Startkosten in vertretbarem Rahmen zu halten.

## Beteiligte Firmen und Institute
- IHEP (Institut für Hochenergiephysik der Chinesischen Akademie der Wissenschaften), Peking, China
- IMO (Institute of Modern Physics), Chinesische Akademie der Wissenschaften, Lanzhou, China
- Shanghaier Ingenieurbüro für Mikrosatelliten, Chinesische Akademie der Wissenschaften und Stadtregierung von Shanghai, Shanghai, China
- NSSC (Nationales Zentrum für Weltraumwissenschaften), Chinesische Akademie der Wissenschaften, Peking, China
- PMO (Sternwarte am purpurnen Berg), Chinesische Akademie der Wissenschaften, Nanjing, China
- USTC (Chinesische Universität für Wissenschaft und Technik), Chinesische Akademie der Wissenschaften, Hefei, China
- DPNC (Département de physique nucléaire et corpusculaire), Universität Genf, Schweiz
- INFN (Istituto Nazionale di Fisica Nucleare) und Universität Perugia, Italien
- INFN (Istituto Nazionale di Fisica Nucleare) und Universität Bari, Italien
- INFN (Istituto Nazionale di Fisica Nucleare) und Università del Salento, Italien